# فندق فورسيزونز عمان
هو أحد فنادق سلسلة فنادق فور سيزونز العالمية. يقع في قلب العاصمة عمان في منطقة الدوار الخامس.

## الموقع
يقع في شارع الكندي الكائن على الدوار الخامس، ويبعد 30 دقيقة تقريباً عن مطار الملكة علياء الدولي وعلى بعد 10 دقائق من وسط البلد.

## الخدمات
يقدم الفندق غرفاً فردية ومزدوجة وأجنحة، تتوفر فيها كافة الخدمات التي يحتاجها الزائر، كما يوفر خدمات عند الطلب كخدمة مجالسة الأطفال، صناديق الأمانات، خدمة المغسلة، وغير ذلك.
كما تتوفر في الفندق مسابح داخلية وخارجية، ومركز لياقة بدنية ونادي صحي (سبا).

## وصلات خارجية
- الموقع الرسمي عالميا
- موقع فور سيزونز